# Eclipsa de Lună din 27 iulie 2018
Eclipsa de Lună din 27 iulie 2018 a fost a doua eclipsă de Lună din anul 2018. A fost a doua eclipsă totală, dintr-o serie de trei, care se produc la un interval de circa șase luni. A fost și o eclipsă totală centrală, Luna trecând prin centrul umbrei Pământului. A fost prima eclipsă centrală de Lună, după cea din 15 iunie 2011. 
Întrucât s-a produs când Luna era aproape de apogeu, această eclipsă a fost cea mai lungă eclipsă totală de Lună din secolul al XXI-lea, cu o fază de totalitate de aproape 103 minute.

Această simulare animată arată aparența aproximativă a Lunii trecând prin umbra Pământului în timpul acestei eclipse. Luna trece prin centrul umbrei în timpul acestei eclipse totale de Lună centrale.

De la eclipsă au trecut 6 ani, 242 zile.

## Vizibilitate
Eclipsa a fost vizibilă de pe întregul Ocean Indian, care este întors spre Lună în timpul acestei eclipse. Africa centrală și orientală, precum și Asia centrală asistă la integralitatea eclipsei.

America de Sud, Nord-Vestul Africii și Europa au văzut diferitele faze ale acestei eclipse, după apusul Soarelui. 

Primele faze ale eclipse au fost vizibile din Asia de Sud-Est și din Australia, în primele ore ale dimineții (locale), înainte de răsăritul Soarelui.
| Pământul văzut de pe Lună în timpul maximului eclipsei. | Harta vizibilității eclipsei. |

## Observații

Un GIF al eclipsei văzut din Atena, Grecia

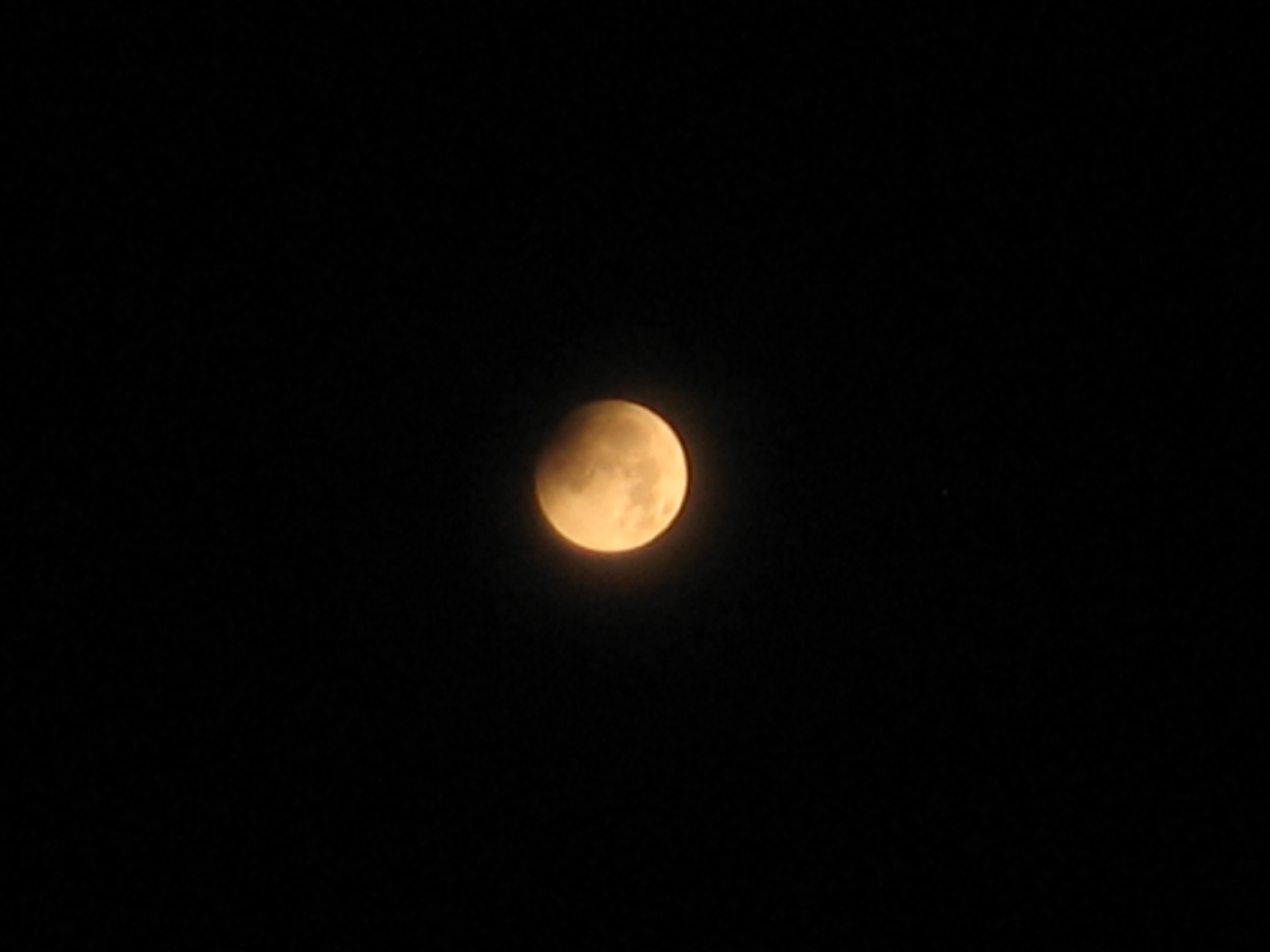
Eclipsă parțială văzută din Nanjing (China), la 18:25 UTC
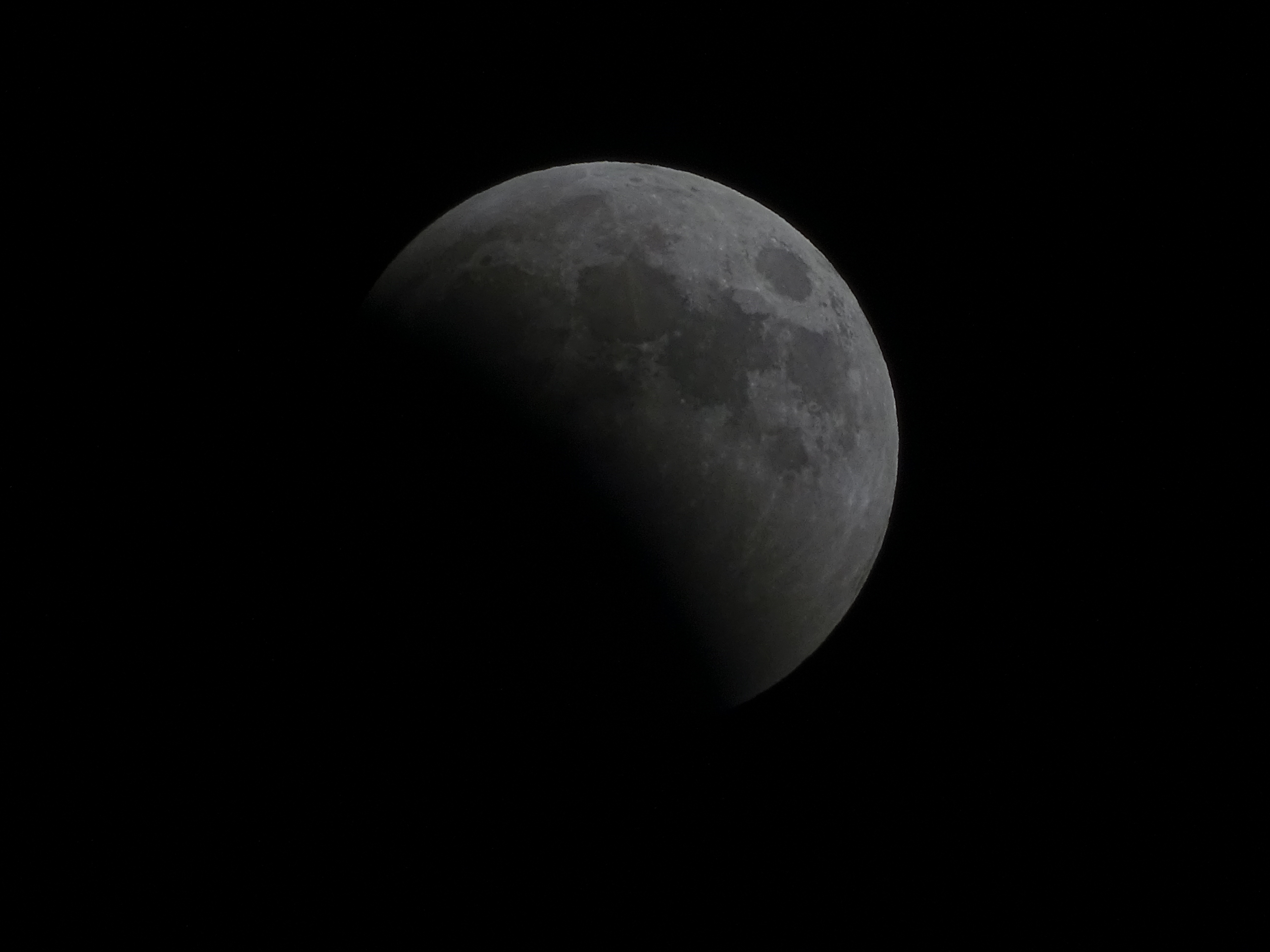
Începutul eclipsei văzut din Atena (Grecia), la 18:52 UTC
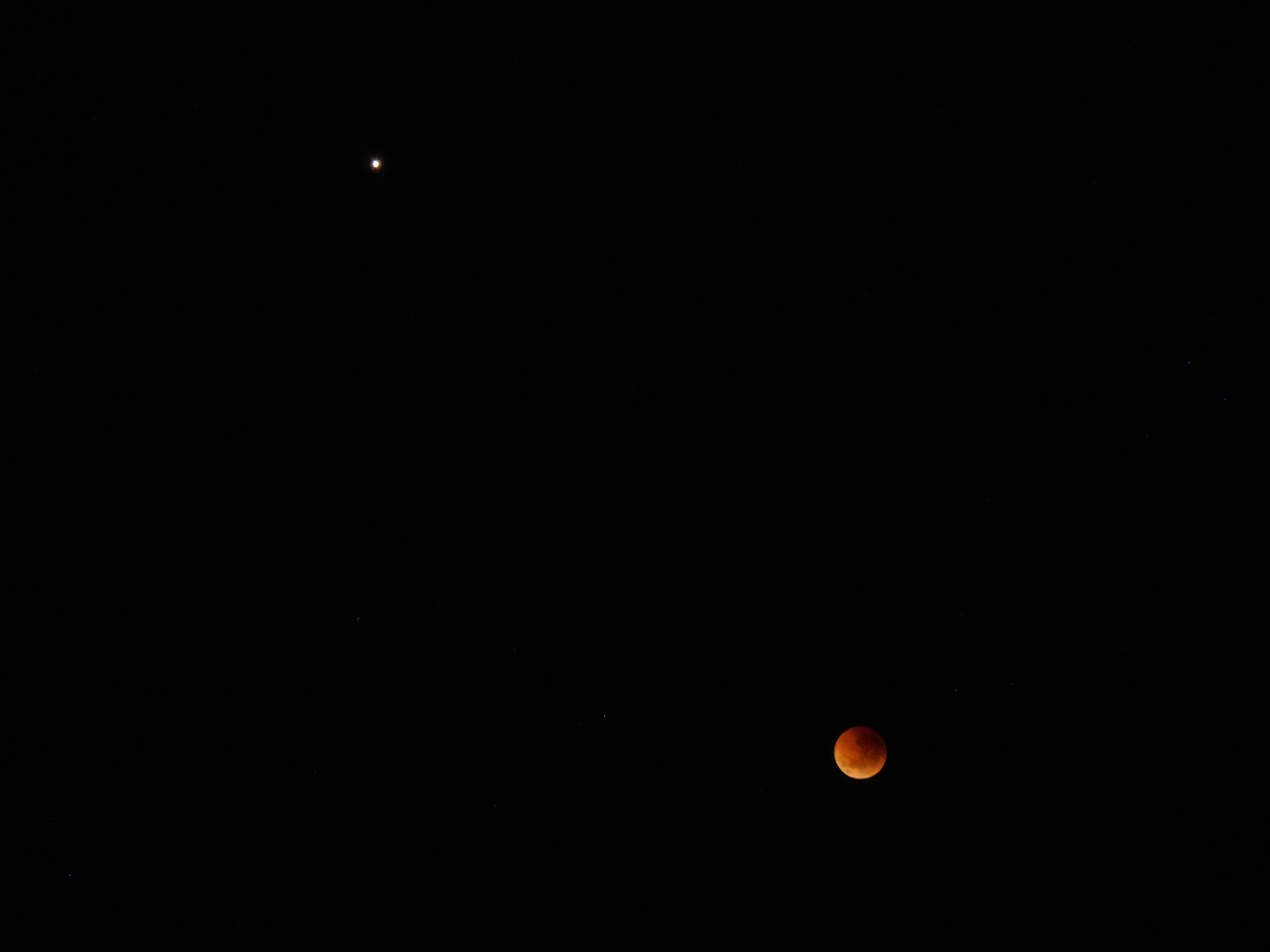
Eclipsa de Lună și planeta Marte văzute de la Chelsea (suburbie a orașului Melbourne), în Australia la 05:48am AEST (UTC+10)
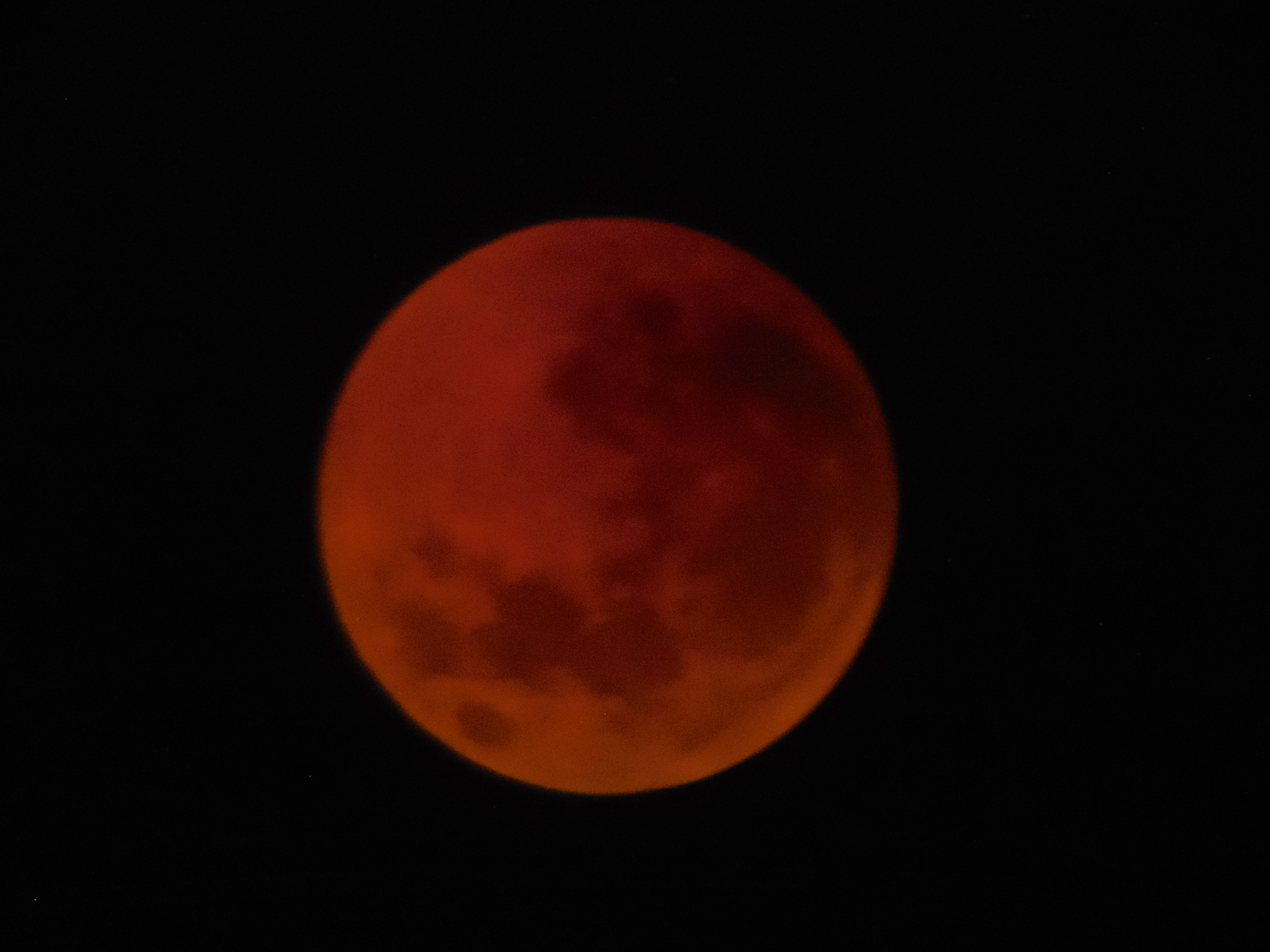
Eclipsa văzută de la Chelsea, Australia,  la 06:07am AEST (UTC+10)
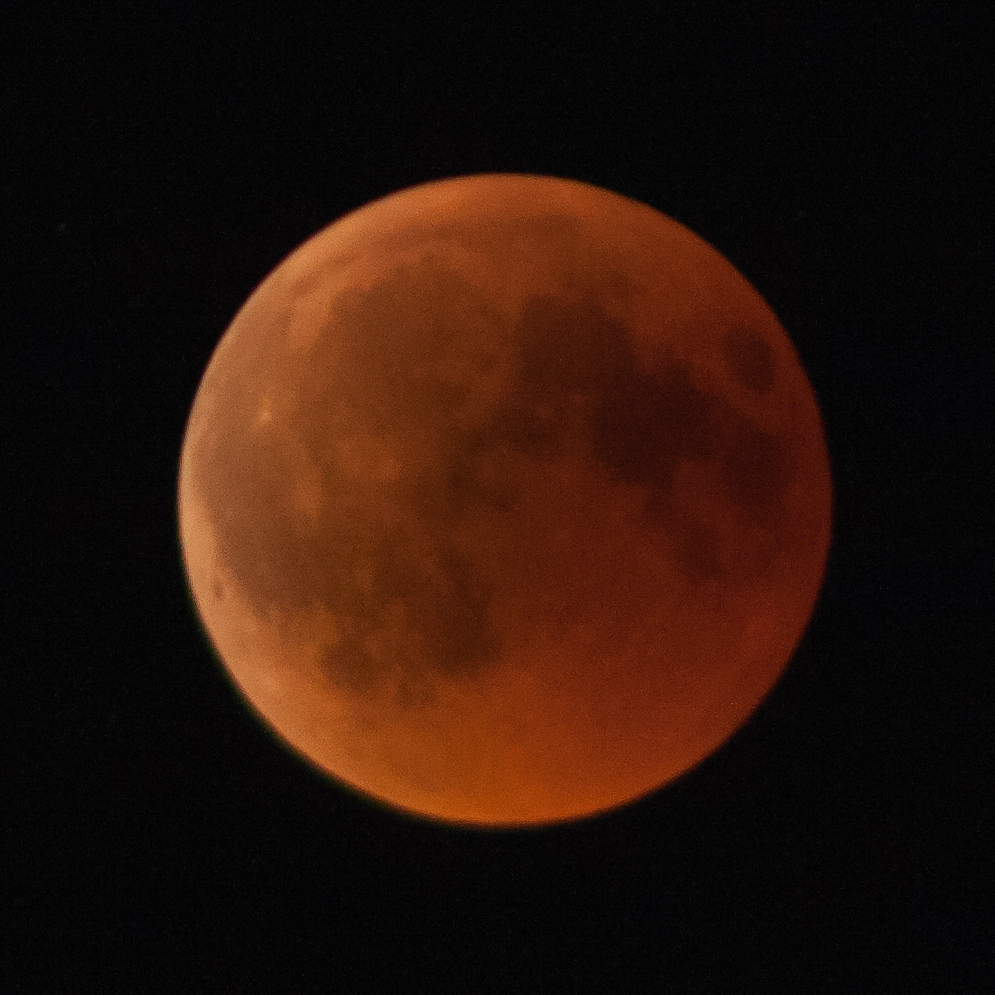
Eclipsa văzută din Lonsee, în Germania la 20:53 UTC